# 英知学園のアンダーハート
『英知学園のアンダーハート』（えいちがくえんのアンダーハート）は著者・根岸和哉のイラスト・Hisasiによる日本のライトノベル。富士見ファンタジア文庫（富士見書房）より2013年2月から刊行されている。

## 登場人物
工鳴 翔（こうな かける）
主人公。過度に真面目な少年であり、唯一の肉親の妹を溺愛している。
超がつくほどの鈍感。
工鳴 深彩（こうな みあ）
翔の妹。難病持ちでずっと入院していたが……？
清野 あいす（せいの あいす）
　工鳴家のお隣さん。翔とは中学からの幼馴染で、クラスメイトでもある。
虹元 夢依（にじもと むい）
　第二図書室の妖精と呼ばれる後輩。超オタクだけど完璧超人的。

## 用語
英知学園（えいちがくえん）
正体不明の超常現象が日常的に現れる学校。
アンダーハート
英知学園のエロ男子集団。

## 既刊一覧
- 根岸和哉（著）・Hisasi（イラスト）、富士見書房〈富士見ファンタジア文庫〉、既刊2巻（2013年5月18日現在）
  - 『英知学園のアンダーハート 1.キスとバトルと下心』、2013年2月20日発売[1]、ISBN 978-4-8291-3861-8
  - 『英知学園のアンダーハート 2.ミスとデートと大暴走』、2013年5月18日発売[2]、ISBN 978-4-8291-3896-0